# Église des Théatins

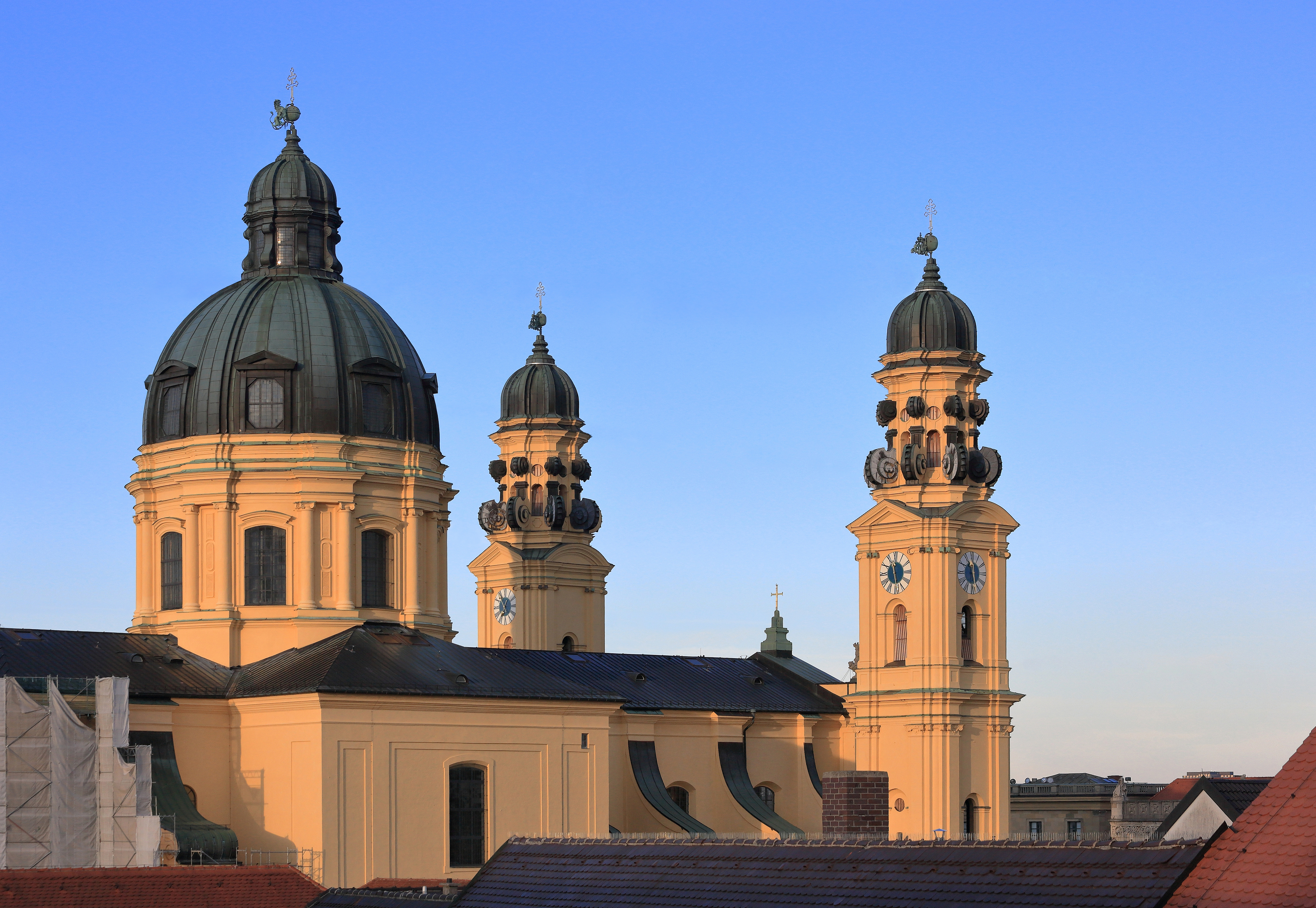
Clochers et dome de l'église. Mars 2018.

L'église des Théatins (Theatinerkirche) est un édifice religieux catholique sis sur la place de l'Odéon, à côté du Palais Moy, au cœur de la ville de Munich en Bavière (Allemagne).  De style baroque elle fut construite au XVIIe siècle pour les pères Théatins qui la desservirent jusqu'au début du XIXe siècle.

## Histoire

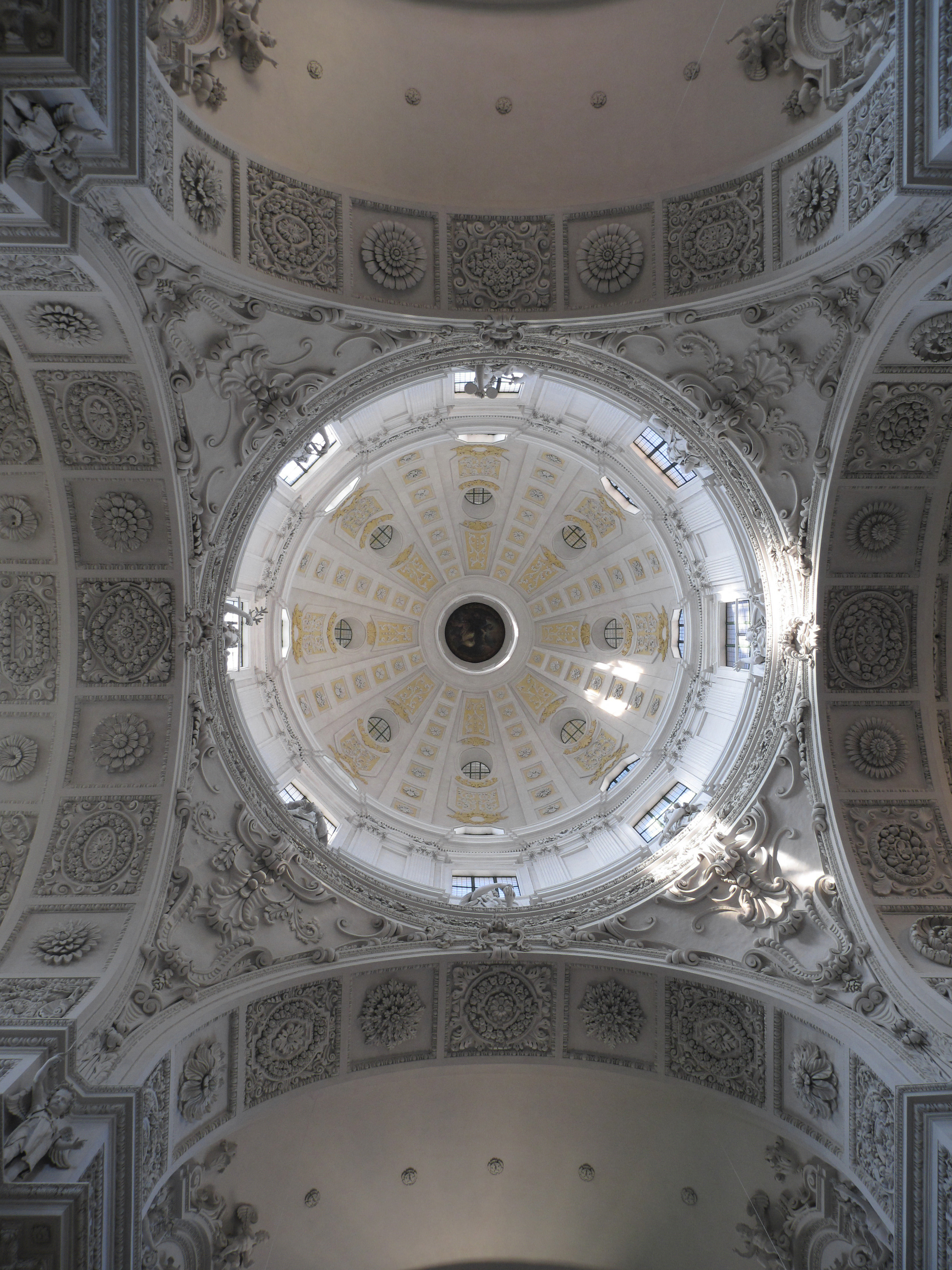
La coupole, vue de l'intérieur.

La Theatinerkirche (« église des Théatins ») de Munich fut construite grâce au prince-électeur Ferdinand-Marie de Bavière et de son épouse Henriette-Adélaïde de Savoie pour célébrer la naissance de leur enfant et futur prince-électeur Maximilien-Emmanuel, le 11 juillet 1662. 
L'architecte Agostino Barelli fut appelé de Bologne pour en dresser les plans, mais c'est Enrico Zuccalli qui mènera le chantier, tandis qu'Antonio Spinelli, prêtre  théatin en fut le maître d'œuvre. Le bâtiment jouxtait un couvent de l'Ordre des Théatins.
La construction de l'édifice débuta le 29 avril 1663 sous la surveillance du Prince-électeur. La nef fut achevée en 1672, ce qui permit à l'artiste Carlo Brentano Moretti de réaliser les stucs. En 1674 commença la construction de la coupole tandis que dans le même temps le père Spinelli fut remplacé par Enrico Zucalli en tant que maître d'œuvre de l'ouvrage, à la suite d'une dispute de Spinelli avec Agostino Barelli. Après cela, Zucalli fit un nouveau plan pour la coupole qui fut achevée entre 1676 et 1678, tandis que le tombeau familial de la famille du prince-électeur fut construit en 1679.
La première partie de l'œuvre fut terminée lorsque furent construites les deux tours de la façade en 1690. L'église semblait ainsi être achevée, mais il manquait toutefois la façade : celle que l'on voit aujourd'hui fut construite entre 1765 et 1768 à la demande du prince-électeur, Maximilien III Joseph de Bavière, d'après les plans de François de Cuvilliés, un architecte français ; un nouveau mausolée fut construit en 1864 à la demande d'Eduard von Riedel, après la mort de Maximilien II.
Durant la Seconde Guerre mondiale, l'église fut bombardée à quatre reprises par les Alliés et subit de ce fait de gros dégâts: un retable d'Antonio Zanchi fut détruit, de même que le tabernacle, la chapelle Sud et la plupart des statues des apôtres, à l'exception de celles de saint Marc et de saint Jean.
La reconstruction de l'édifice fut toutefois rapide et l'église put être à nouveau ouverte aux offices religieux dès le 21 août 1955.

Galerie de l'église des théatins de Munich
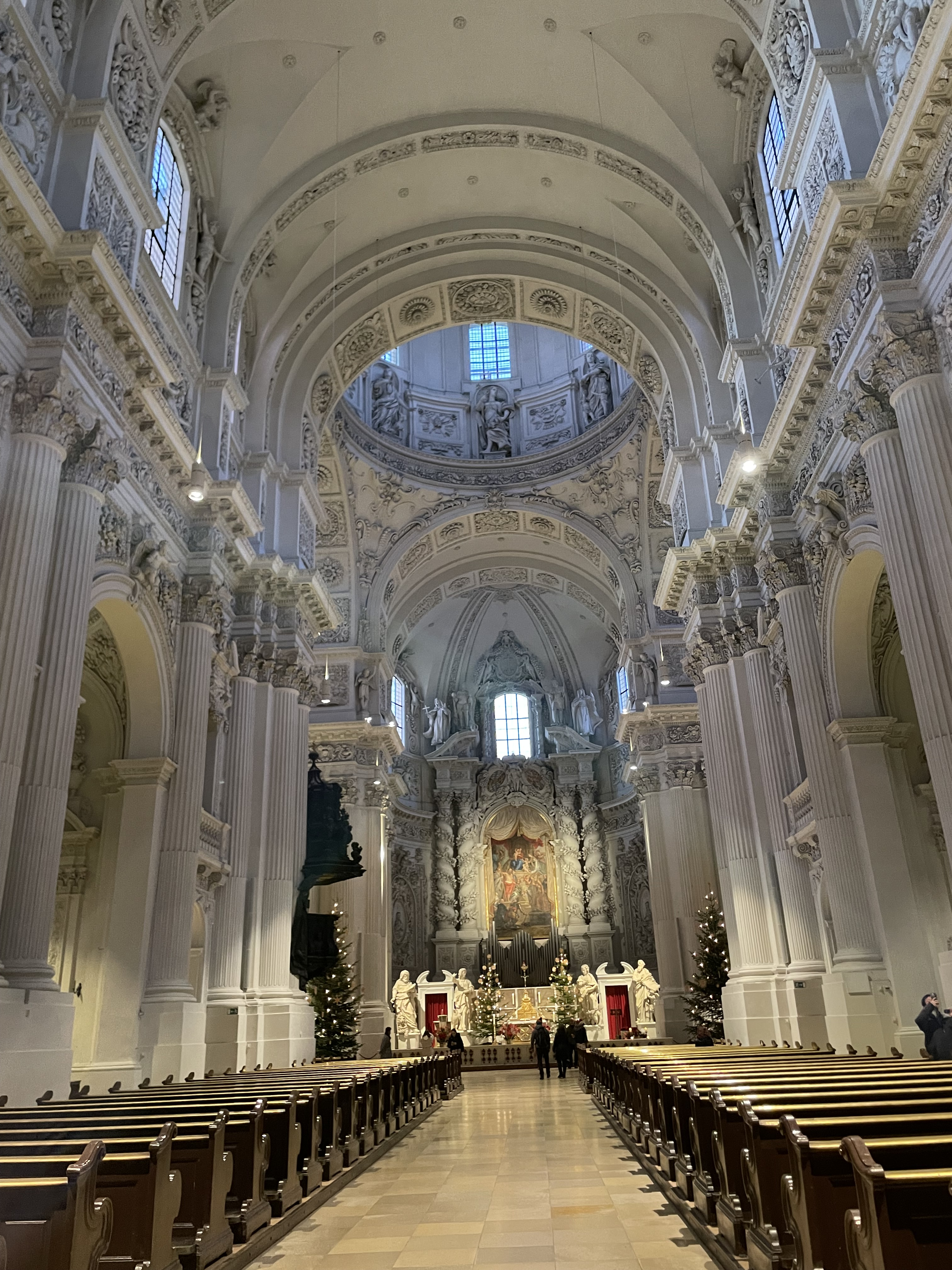
Église des Théatins - Munich - nef
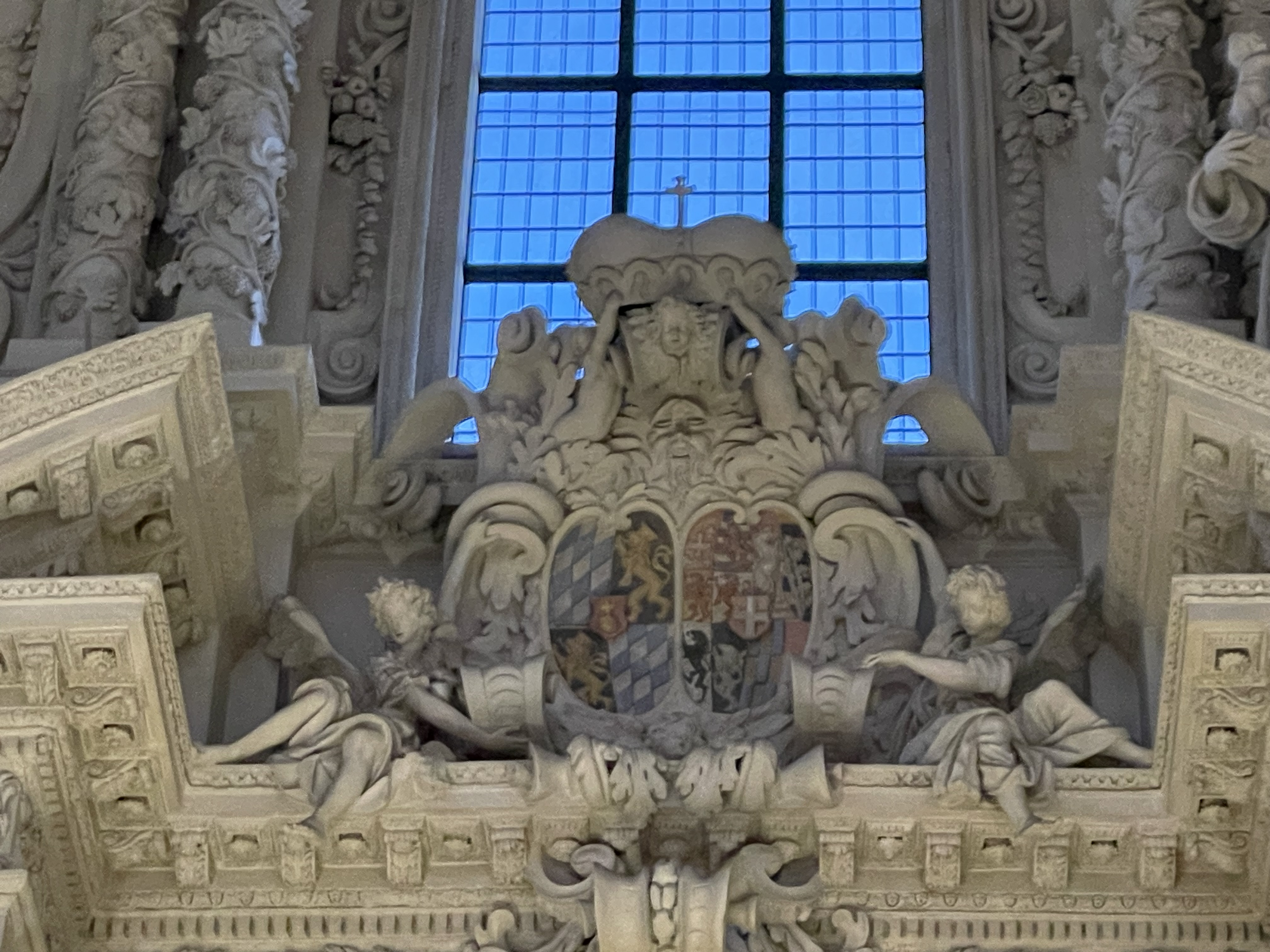
Église des Théatins - Munich - Armoiries du Prince électeur Ferdinand-Marie de Bavière et Henriette-Adélaïde de Savoie, fondateurs de l'église
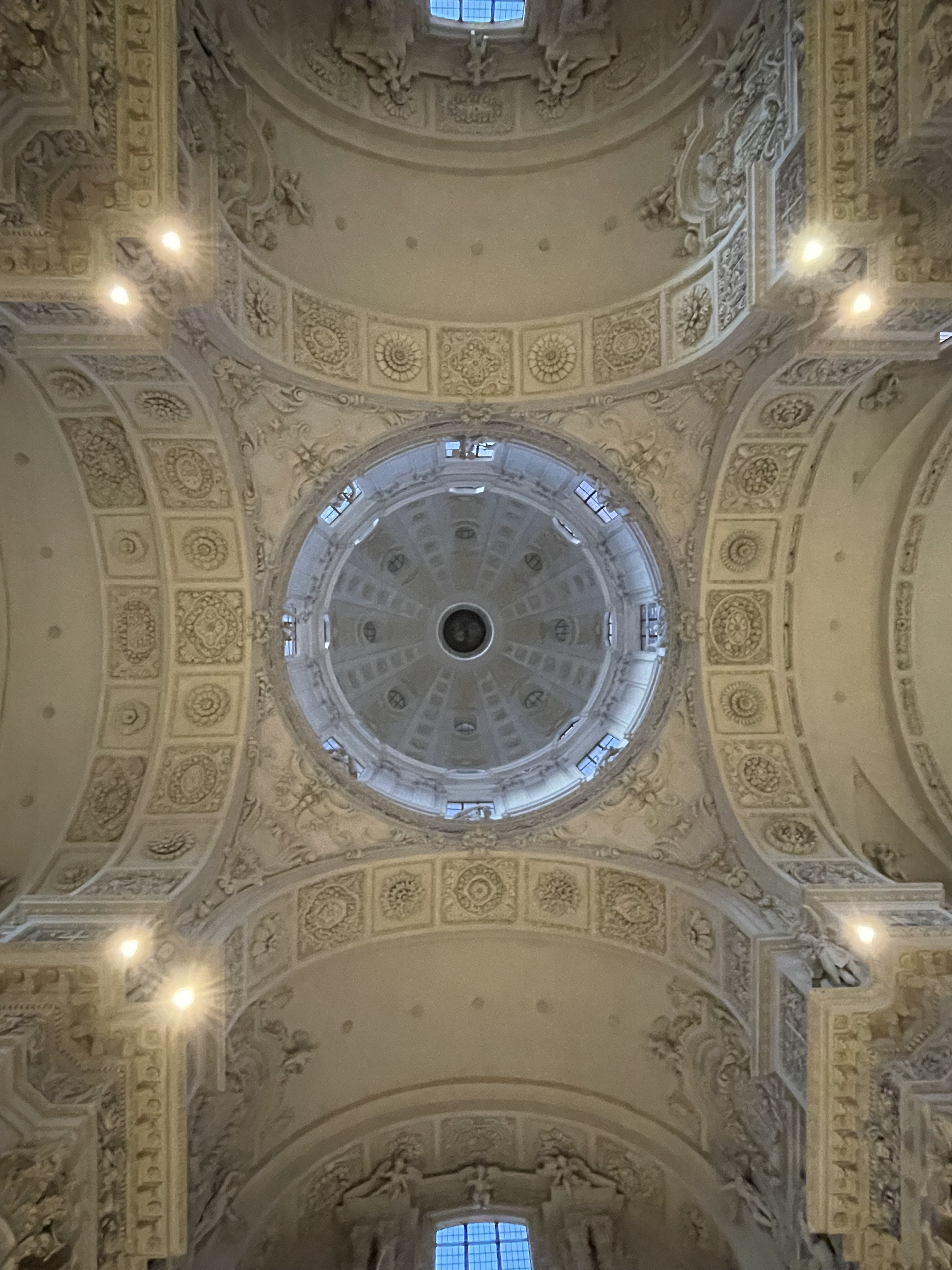
Église des Théatins - Munich - coupole à la croisée de la nef et du transept
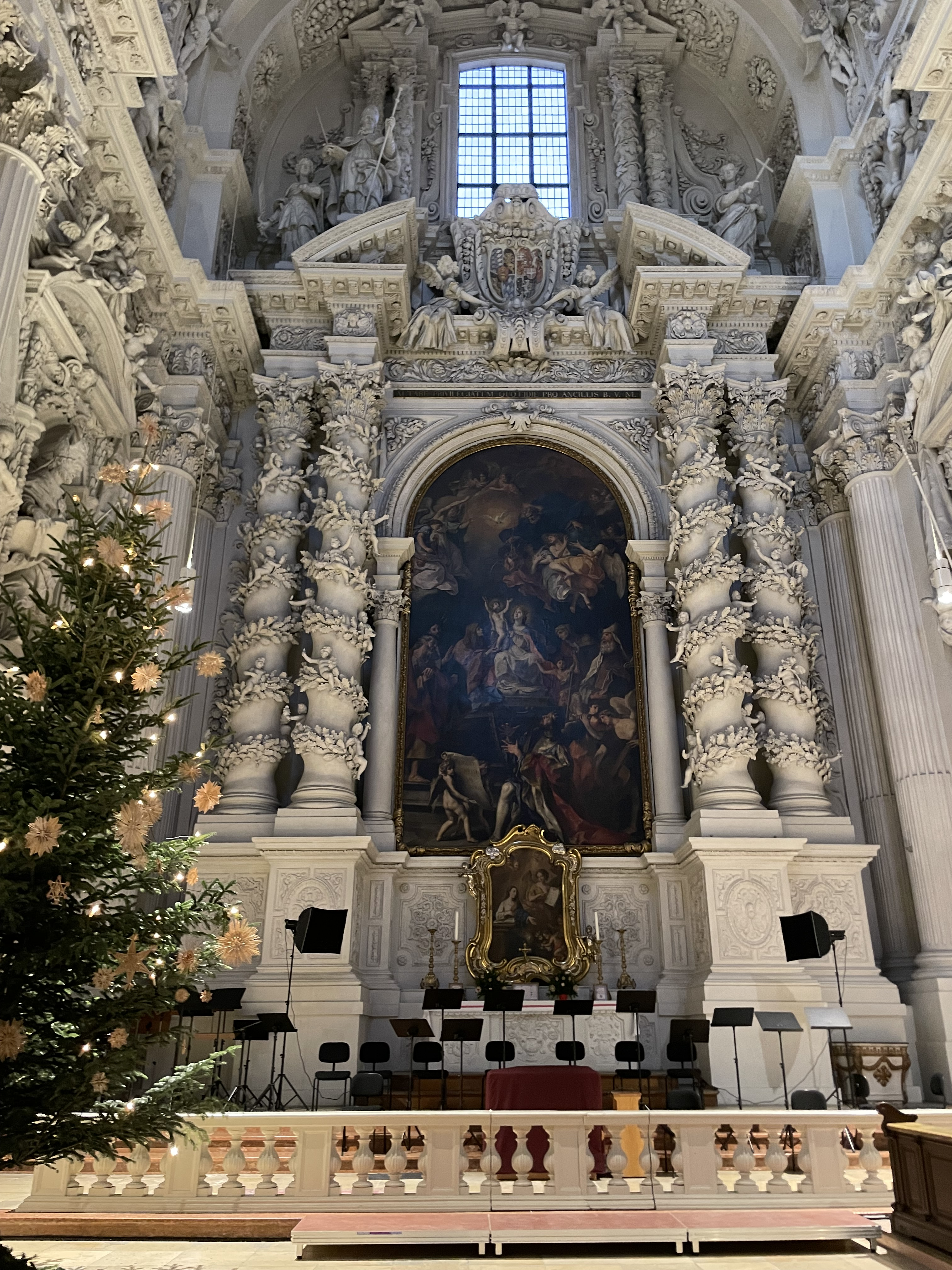
Église des Théatins - Munich - Autel de la vierge Marie, aile droite du transept
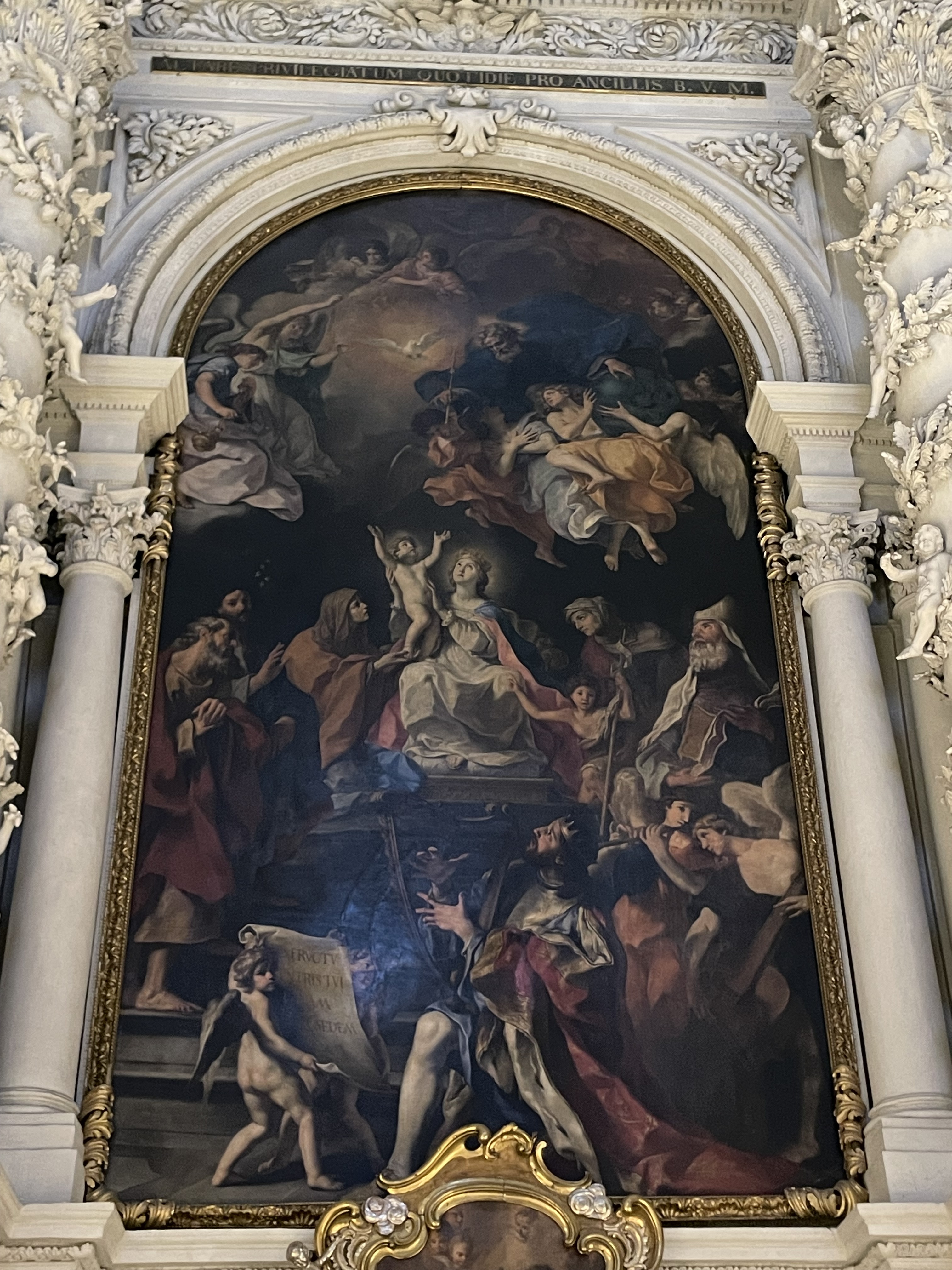
Église des Théatins - Munich - La Sainte Famille - par Carlo Cignani (1676) - autel de Notre Dame. Transept, aile droite
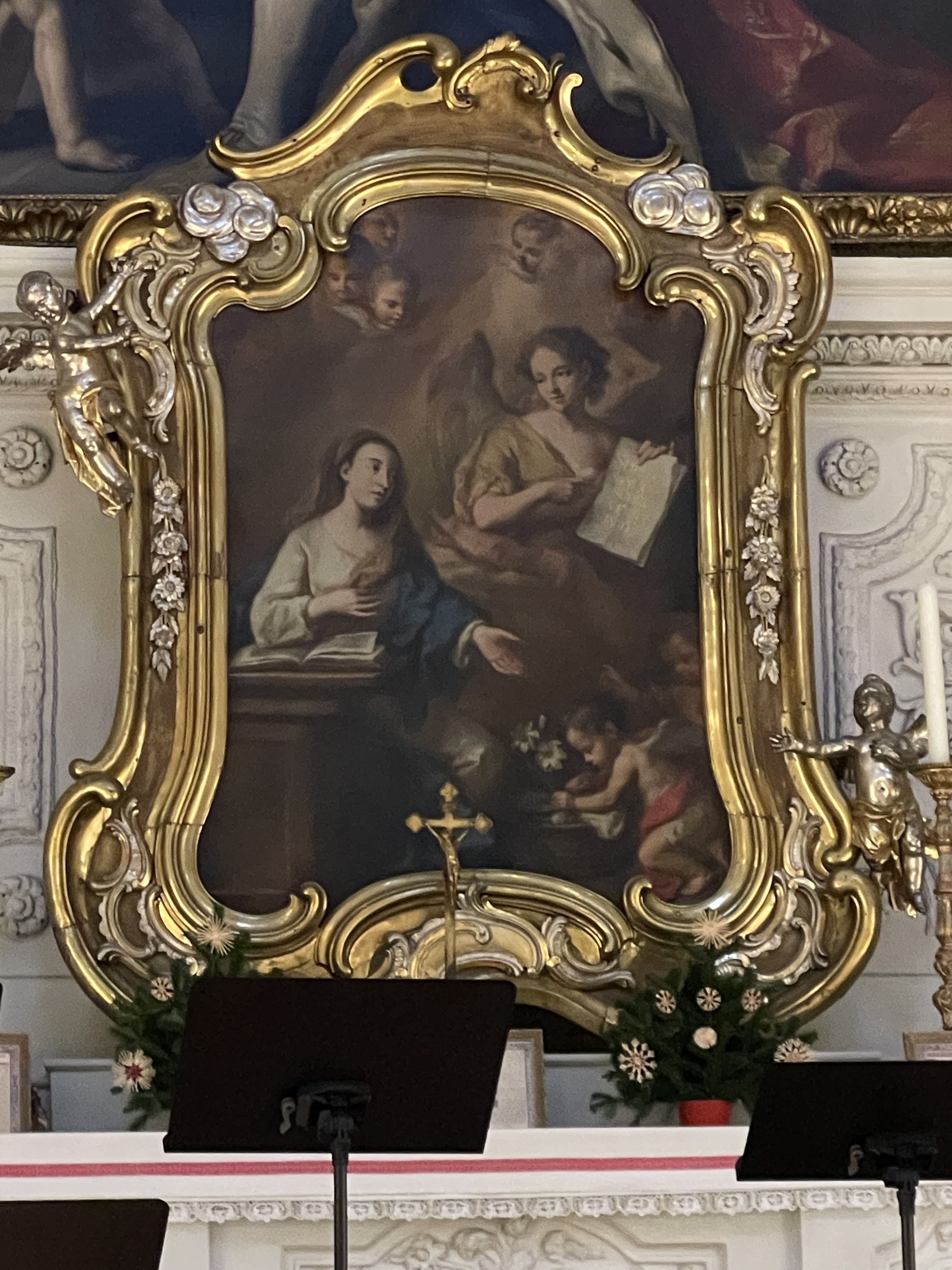
Église des Théatins - Munich - tableau sur l'autel de l'Immaculée Conception, aile droite du transept
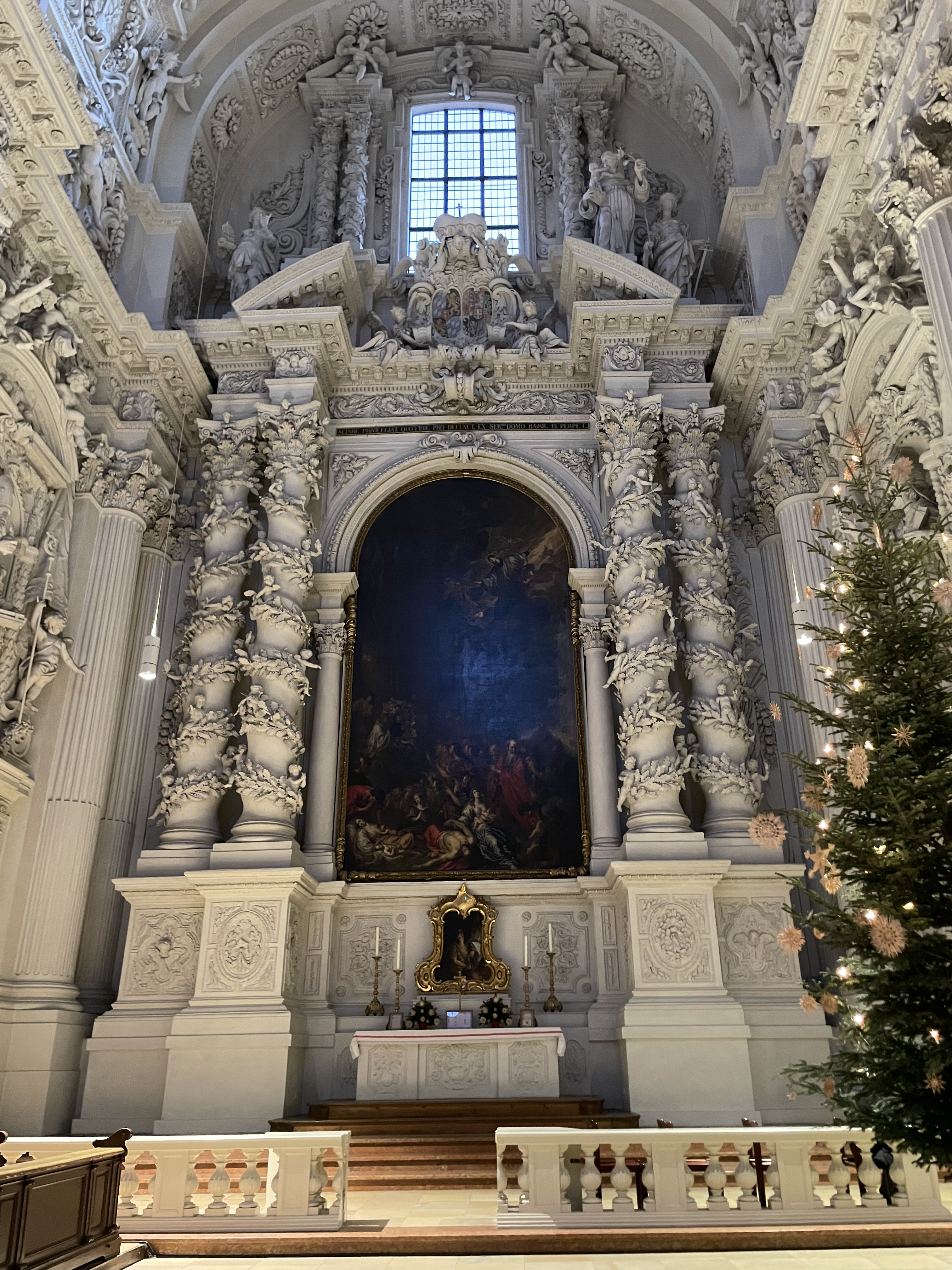
Église des Théatins - Munich - autel dans l'aile gauche du transept.
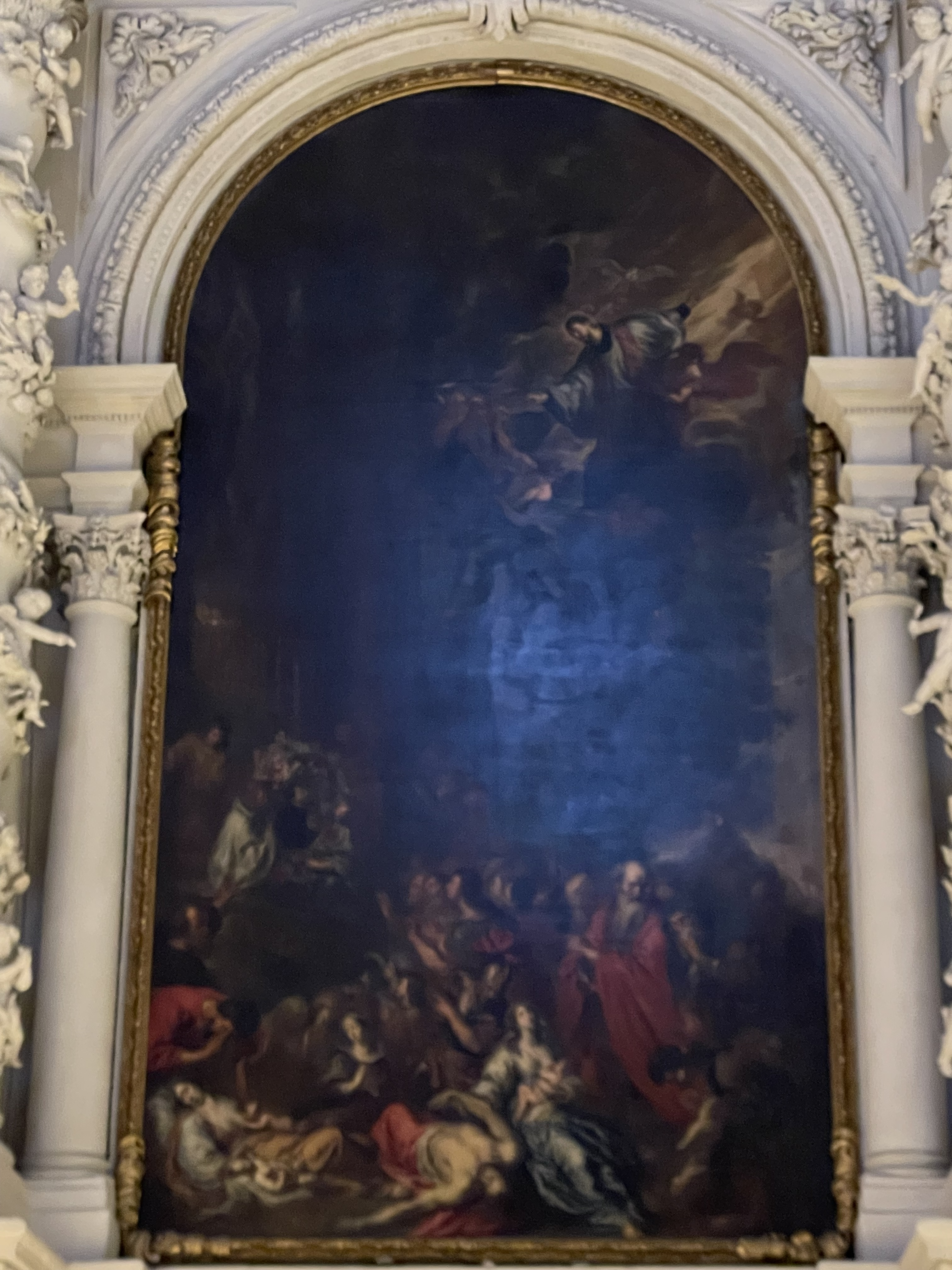
Église des Théatins - Munich - Transept, aile gauche. Intercession de Saint Catejan lors de la peste de Naples. par Joachim von Sandrart
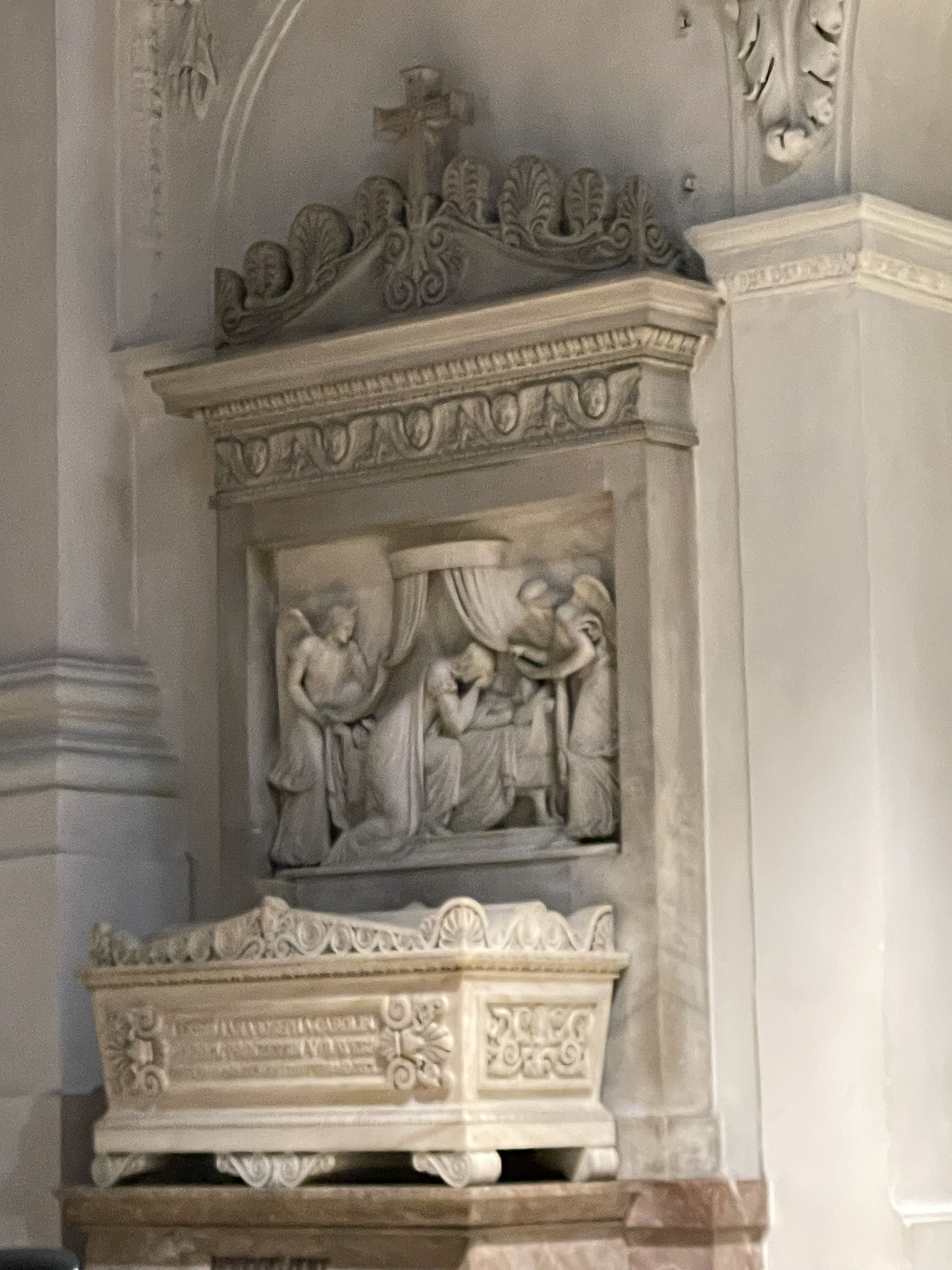
Église des Théatins - Munich - autel, bas côté gauche de la nef
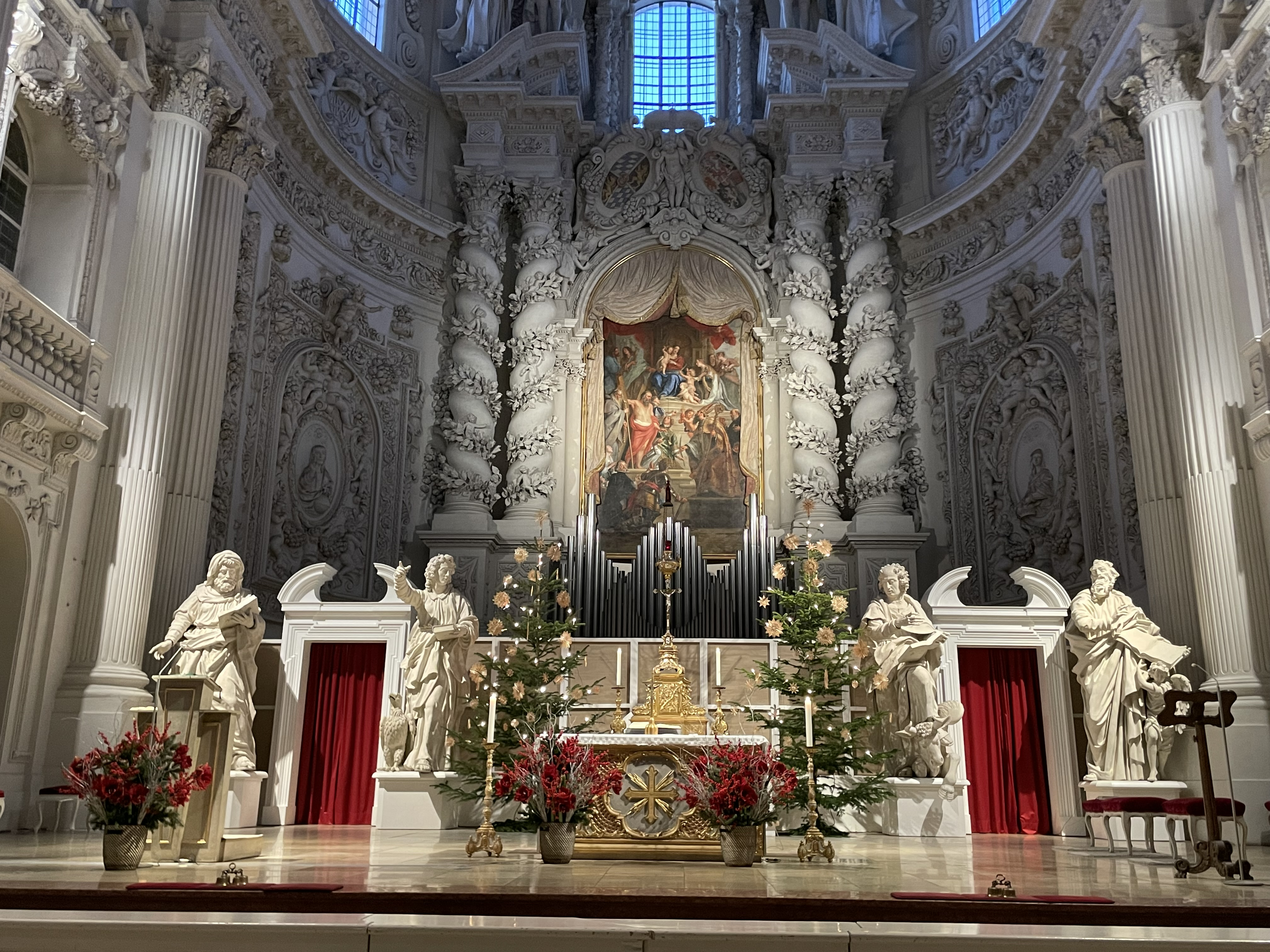
Église des Théatins - Munich - Choeur. Autel encadré des 4 évangélistes. Tabernacle et grand retable.
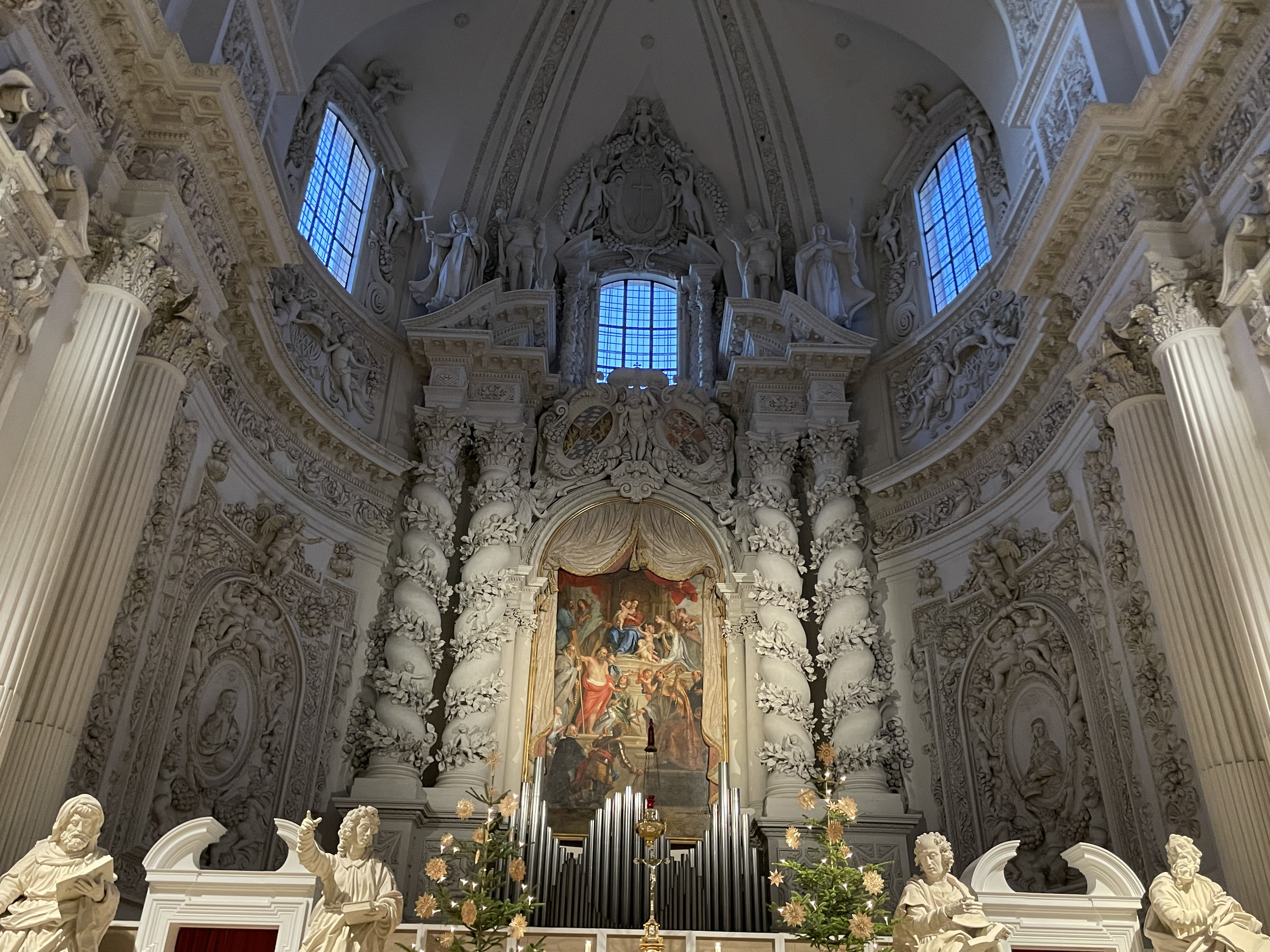
Église des Théatins - Munich - Maître-Autel
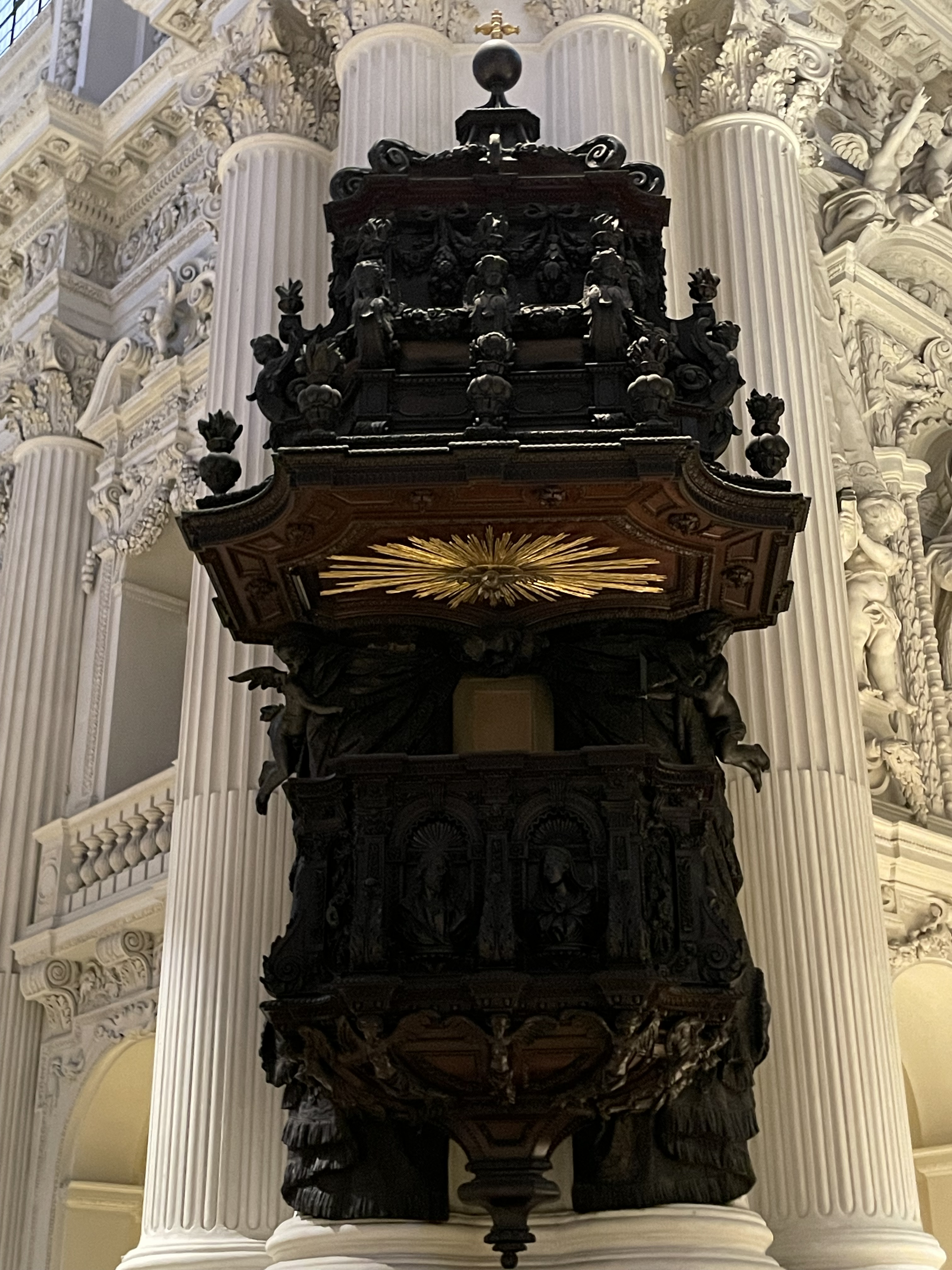
Église des Théatins - Munich - Chaire à prêcher, œuvre en chêne d'Andreas Faistenberger (1685-1689)
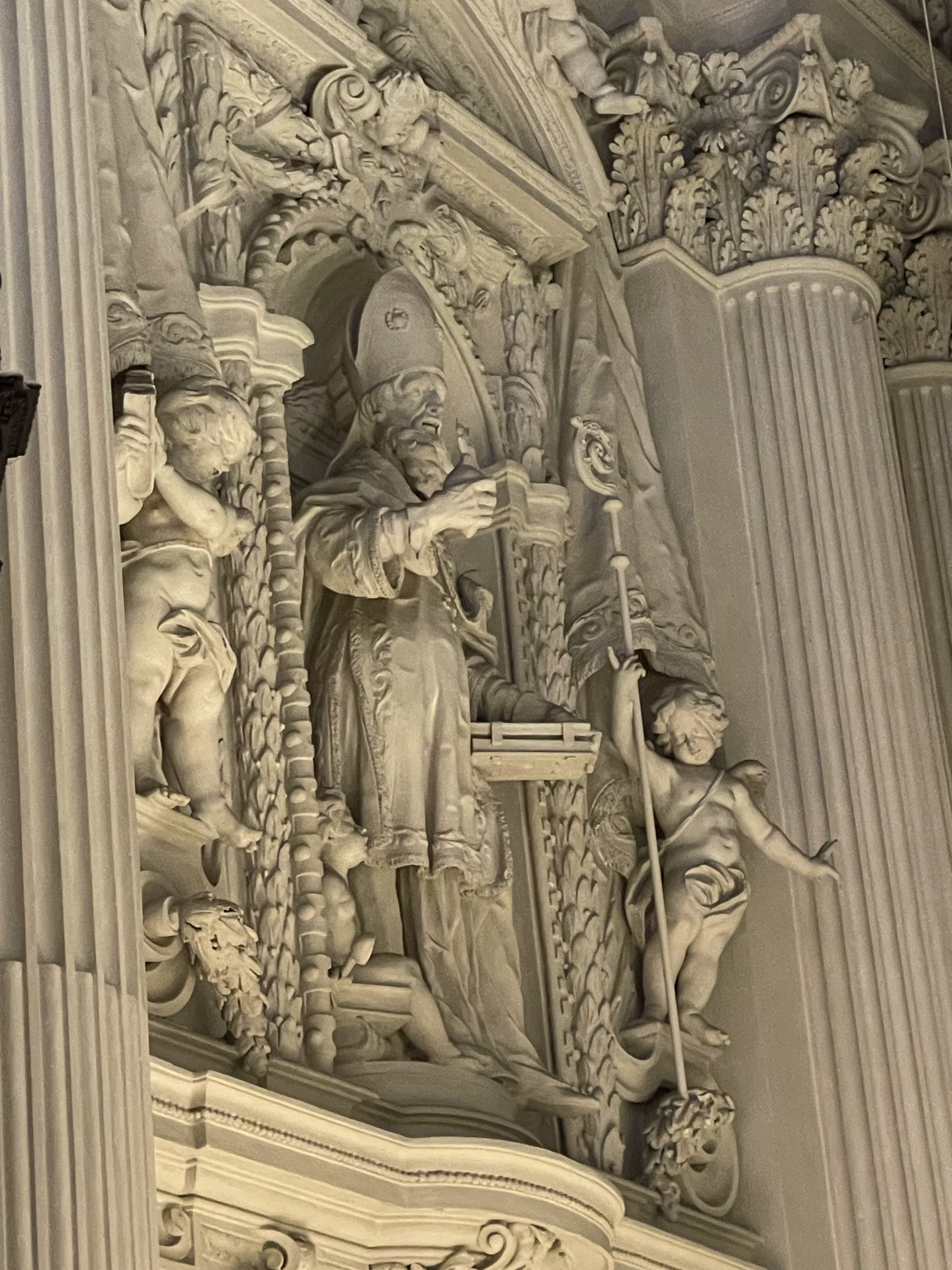
Église des Théatins - Munich - Un des pères de l'église
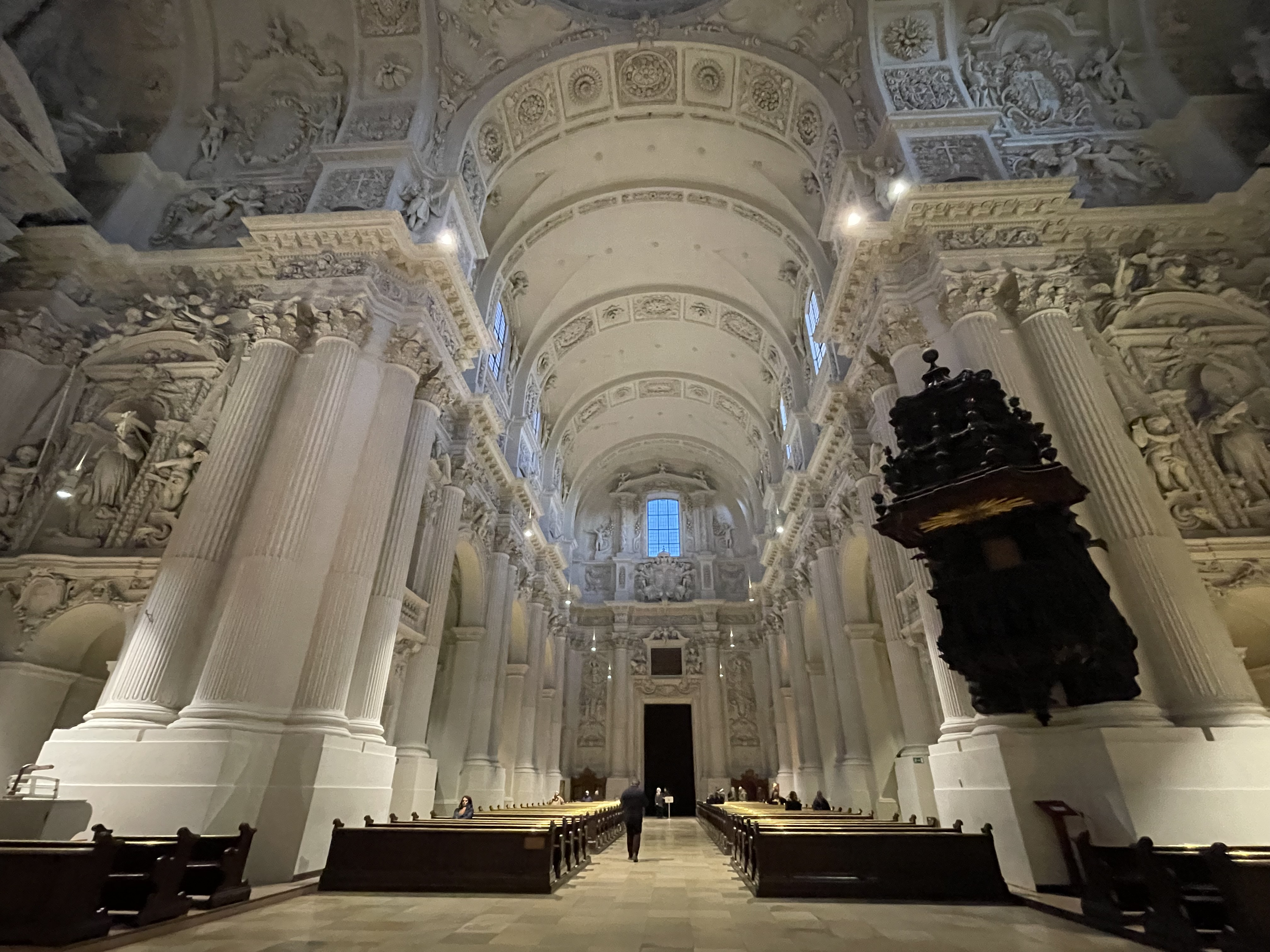
Église des Théatins - Munich - Nef, vue depuis le chœur
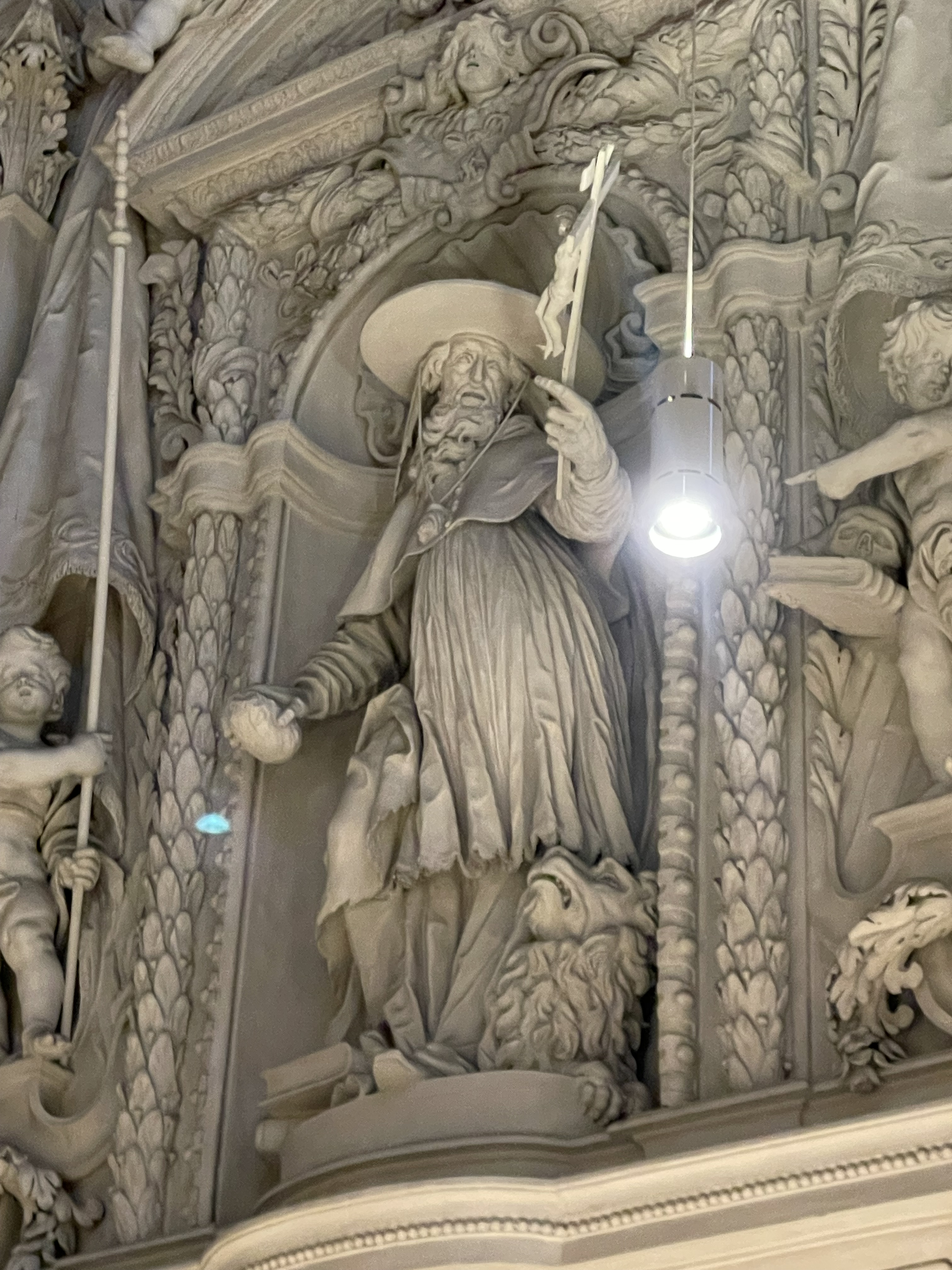
Église des Théatins - Munich - Saint Jérôme de Stridon, l'un des pères de l'église latine

## Nécropole royale

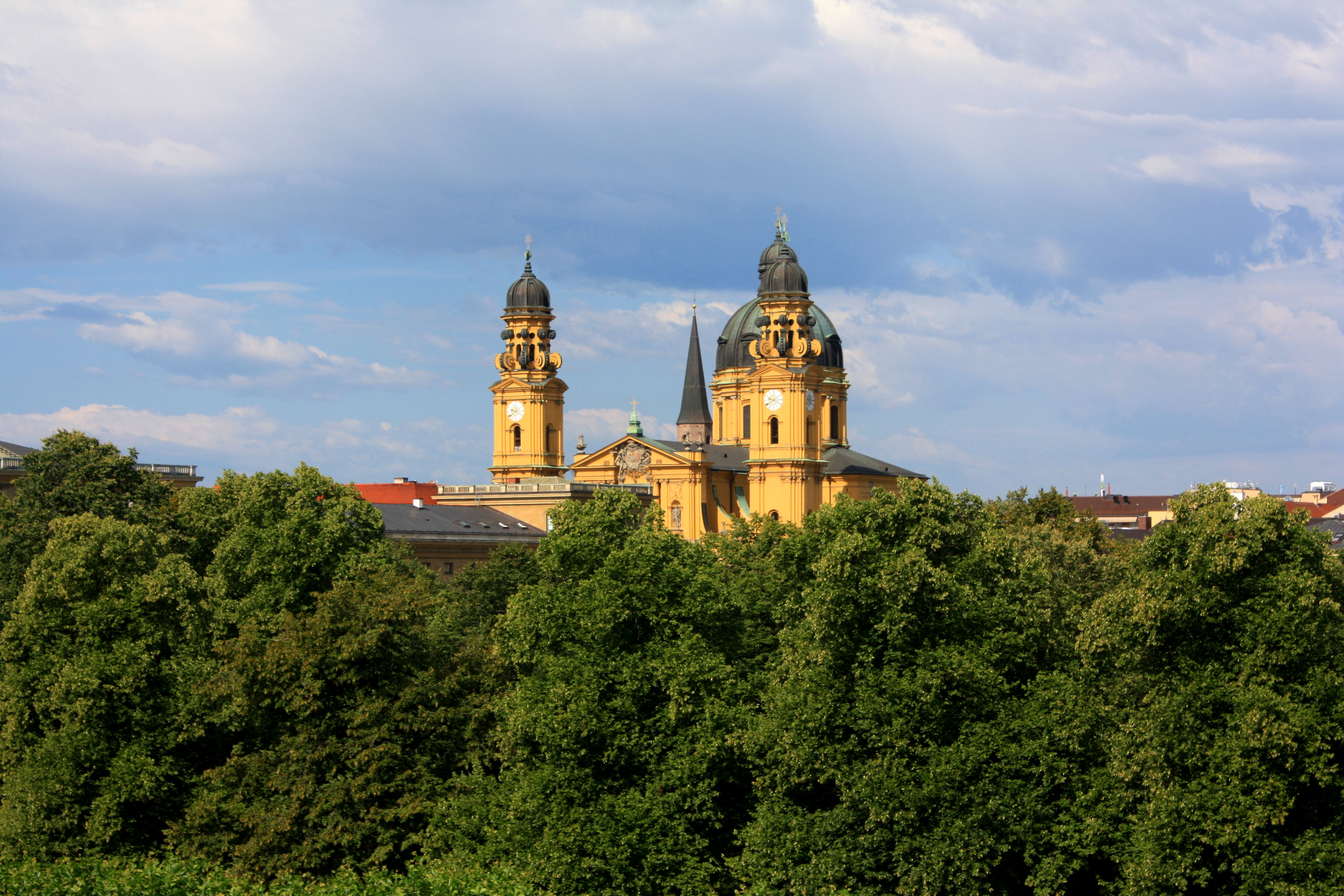
L'église des Théatins vue du jardin de la résidence.

L'église constitue, à côté de l'église Saint-Michel de Munich, la principale nécropole de la dynastie bavaroise des Wittelsbach.
Une chapelle latérale de la nef abrite les deux tombeaux monumentaux du roi de Bavière Maximilien II (1811 - 1864) et de son épouse Marie de Hohenzollern (1825 - 1889).
La crypte contient les tombeaux de 47 membres de la famille Wittelsbach :
1. Ferdinand-Marie de Bavière, électeur de Bavière (31 octobre 1636 - 26 mai 1679) -  (fils de l'électeur Maximilien Ier de Bavière)
2. Henriette-Adélaïde de Savoie (6 novembre 1636 - 13 juin 1676) -  (épouse de Ferdinand-Marie de Bavière)
3. Maximilien-Emmanuel de Bavière, électeur de Bavière, gouverneur des Pays-Bas espagnols (11 juillet 1662 - 26 février 1726) -  (fils de Ferdinand-Marie de Bavière)
4. Thérèse-Cunégonde Sobieska (4 mars 1676 - 10 mars 1730) -  (2e épouse de Maximilien-Emmanuel de Bavière)
5. Ferdinand-Marie-Innocent de Bavière (5 août 1699 - 9 décembre 1738) -  (fils de Maximilien-Emmanuel de Bavière)
6. Maximilien François Joseph de Bavière (11 avril 1720 - 28 avril 1738) -  (fils de Ferdinand Marie Innocent de Bavière)
7. Clément-François de Bavière (19 avril 1722 - 6 août 1770) -  (fils de Ferdinand Marie Innocent de Bavière)
8. Marie-Anne de Palatinat-Soulzbach (22 juin 1722 - 25 avril 1790) -  (épouse de Clément François de Bavière)
9. Charles VII du Saint-Empire, empereur des Romains, électeur de Bavière (6 août 1697 - 20 janvier 1745) -  (fils de Maximilien-Emmanuel de Bavière et de Thérèse Cunégonde Sobieska)
10. Marie-Amélie d'Autriche (22 octobre 1701 - 11 décembre 1756) -  (épouse de Charles VII du Saint-Empire)
11. Marie-Anne de Bavière (7 août 1734 - 7 mai 1776) -  (fille de Charles VII du Saint-Empire)
12. Maximilien III Joseph de Bavière, électeur de Bavière (28 mars 1727 - 30 décembre 1777) -  (fils de Charles VII du Saint-Empire)
13. Marie-Anne de Saxe (29 août 1728 - 17 février 1797) -  (épouse de Maximilien III Joseph de Bavière)
14. Charles Théodore de Bavière, électeur palatin et de Bavière (10 décembre 1724 - 16 février 1799) -  (fils de Jean-Christian, comte palatin de Sulzbach)
15. Maximilien Ier, électeur palatin puis roi de Bavière (27 mai 1756 - 13 octobre 1825) -  (fils de Frédéric de Deux-Ponts-Birkenfeld)
16. Caroline de Bade (13 juillet 1776 - 13 novembre 1841) -  (2e épouse du roi Maximilien Ier)
17. Un fils mort-né le 5 septembre 1799 - fils du roi Maximilien Ier
18. Maximilien de Bavière (28 octobre 1800 - 12 février 1803) -  (fils de Maximilien Ier de Bavière)
19. Maximilienne-Josèphe-Caroline de Bavière (de) (21 juillet 1810 - 4 février 1821) -  (fille de Maximilien Ier de Bavière)
20. Maximilien II, roi de Bavière (28 novembre 1811 - 10 mars 1864) -  (fils de Louis Ier)
21. Othon Ier, roi de Grèce (1er juin 1815 - 26 juillet 1867) -  (fils de Louis Ier)
22. Amélie d'Oldenbourg (21 décembre 1818 - 20 mai 1875) -  (épouse d'Othon Ier de Grèce)
23. Marie de Prusse (15 octobre 1825 - 17 mai 1889)  (épouse de Maximilien II)
24. Léopold de Wittelsbach (12 mars 1821 - 12 décembre 1912) -  (fils de Louis Ier de Bavière)
25. Augusta de Habsbourg-Toscane (1er avril 1825 - 26 avril 1865) -  (épouse de Léopold de Wittelsbach)
26. Thérèse de Bavière (12 novembre 1850 - 19 septembre 1925) -  (fille de Léopold de Wittelsbach)
27. Arnould de Bavière (6 juillet 1852 - 12 novembre 1907) -  (fils de Léopold de Wittelsbach)
28. Thérèse de Liechtenstein (28 juillet 1850 - 13 mars 1938) -  (épouse de Arnould de Bavière)
29. Henri de Bavière (de) (24 juin 1884 - 8 novembre 1916) -  (fils d'Arnould de Bavière)
30. Alexandra de Bavière (26 août 1826 - 21 septembre 1875) -  (fille de Louis Ier de Bavière)
31. Rupprecht de Bavière (18 mai 1869 - 2 août 1955) -  (fils de Louis III de Bavière)
32. Marie Gabrielle en Bavière (9 octobre 1878 - 24 octobre 1912) -  (1re épouse de Rupprecht de Bavière)
33. Luitpold de Bavière (8 mai 1901 - 27 août 1914) -  (fils de Rupprecht de Bavière et de Marie Gabrielle en Bavière)
34. Irmengard de Bavière (21 septembre 1902 - 21 avril 1903) -  (fille de Rupprecht de Bavière et de Marie Gabrielle en Bavière)
35. Une fille mort-née en 1906 -  (fille de Rupprecht de Bavière et de Marie Gabrielle en Bavière)
36. Rodolphe de Bavière (30 mai 1909 - 26 juin 1912) -  (fils de Rupprecht de Bavière et de Marie Gabrielle en Bavière)
37. Heinrich de Bavière (28 mars 1922 - 14 février 1958) -  (fils de Rupprecht de Bavière et de Antonia de Luxembourg)

## Galerie de la crypte

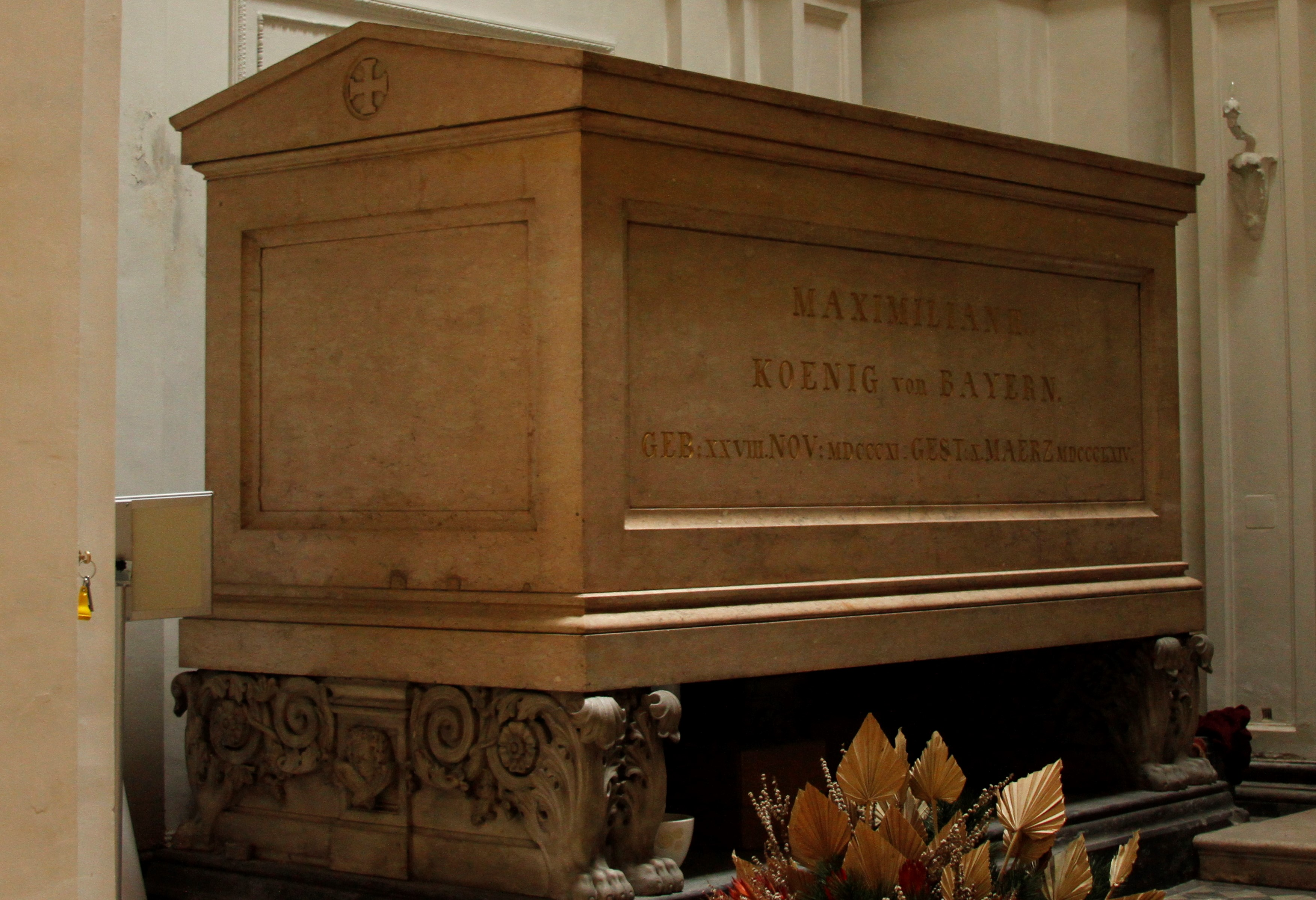
Sarcophage du roi Maximilien II de Bavière.
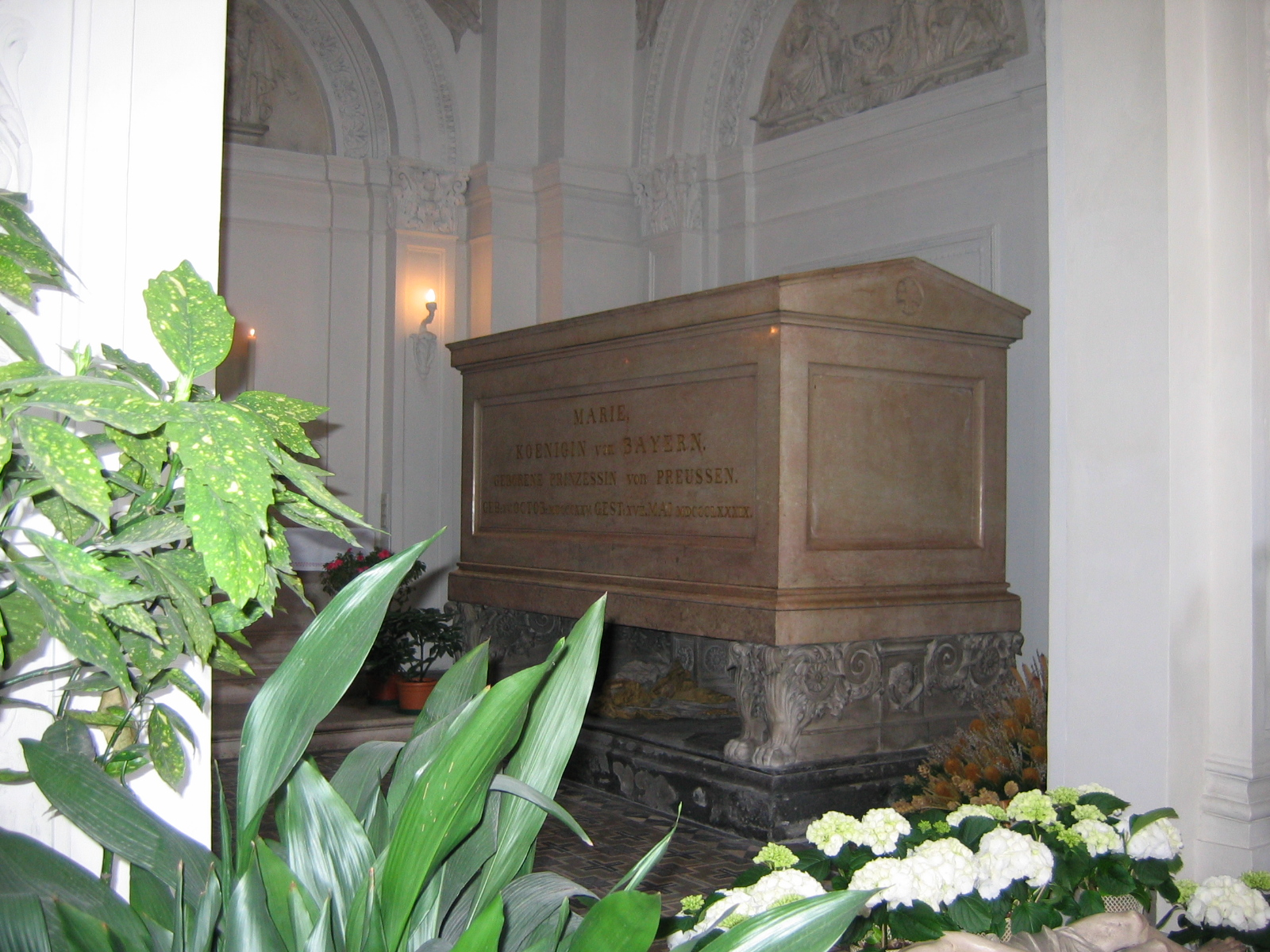
Sarcophage de la reine Marie de Hohenzollern.
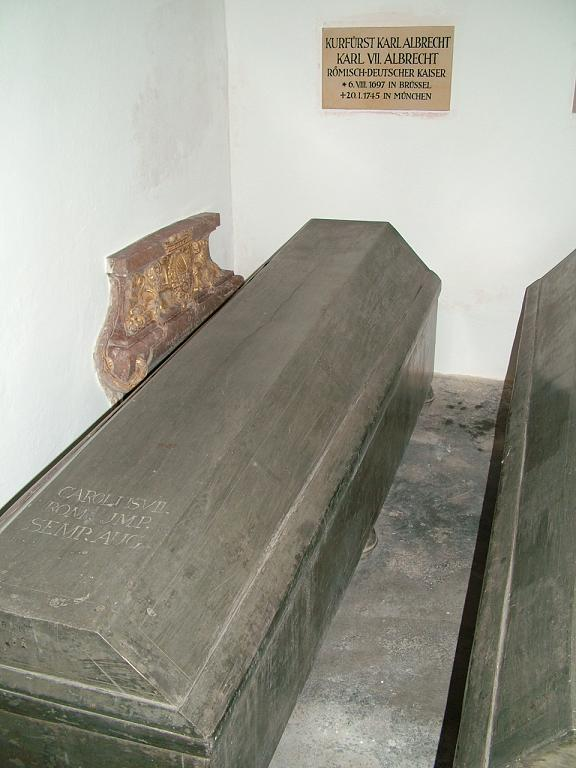
Sarcophage de l'empereur Charles VII du Saint-Empire.
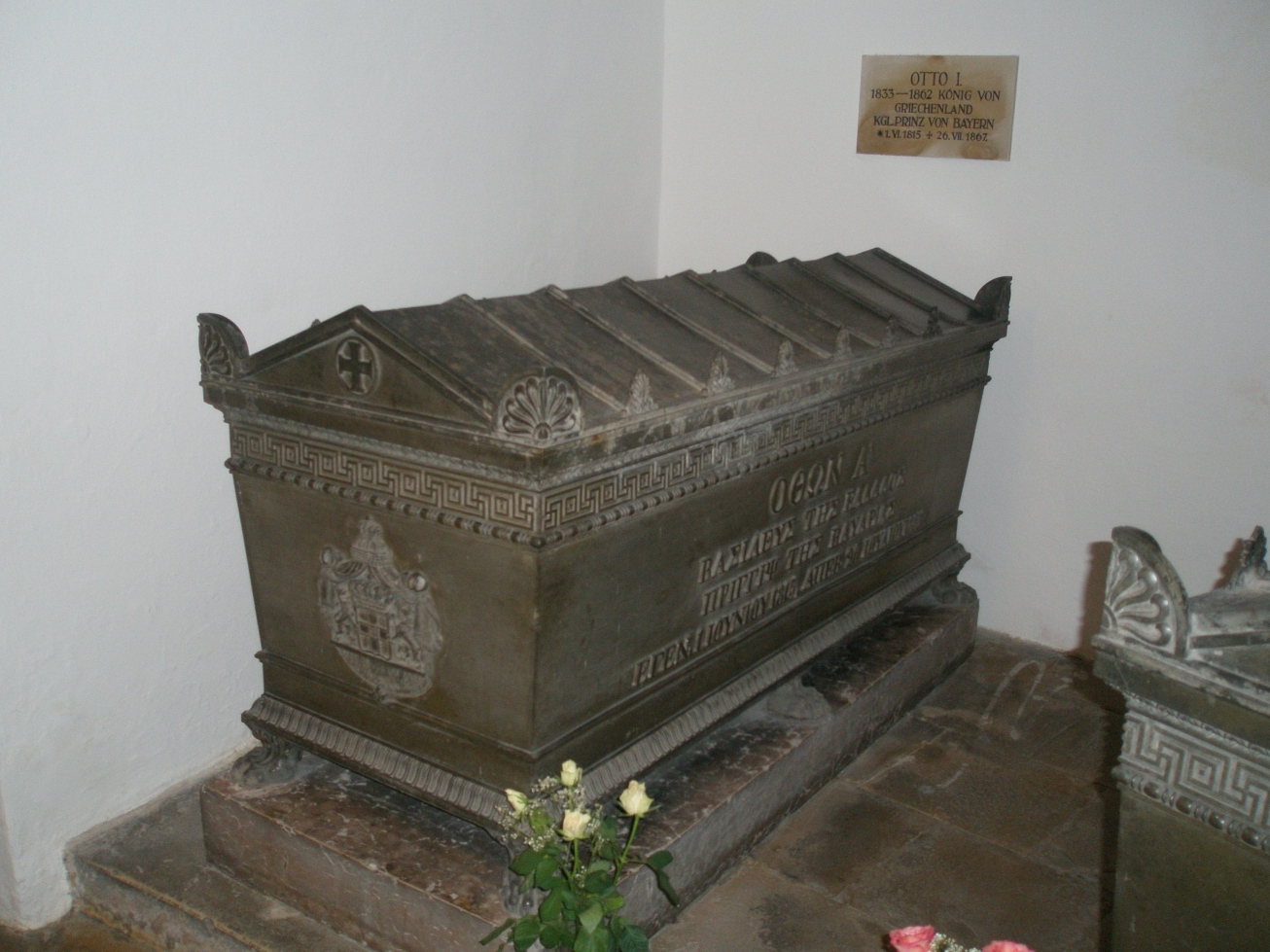
Sarcophage du roi Othon Ier de Grèce.
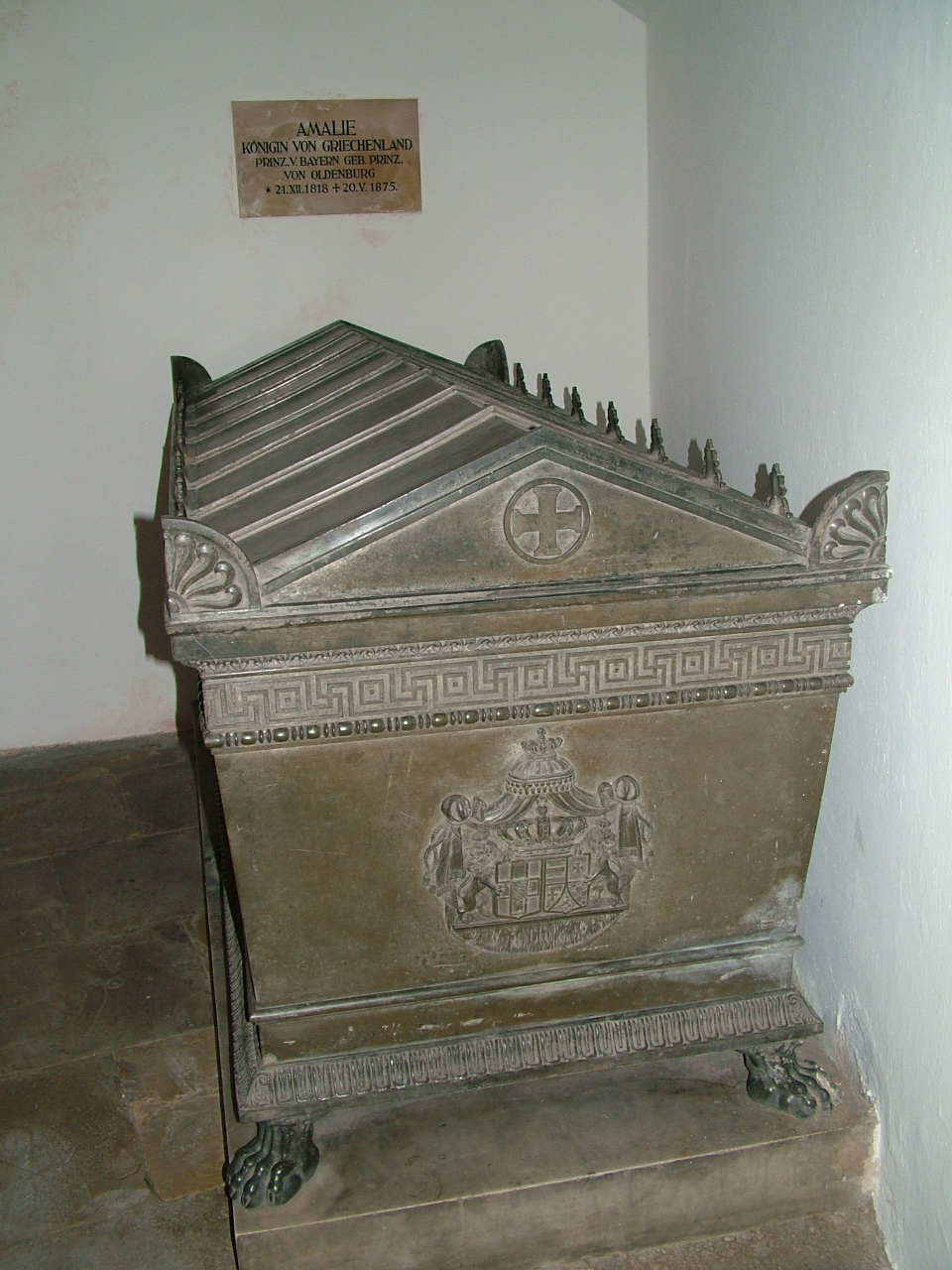
Sarcophage de la reine de Grèce Amélie d'Oldenbourg.
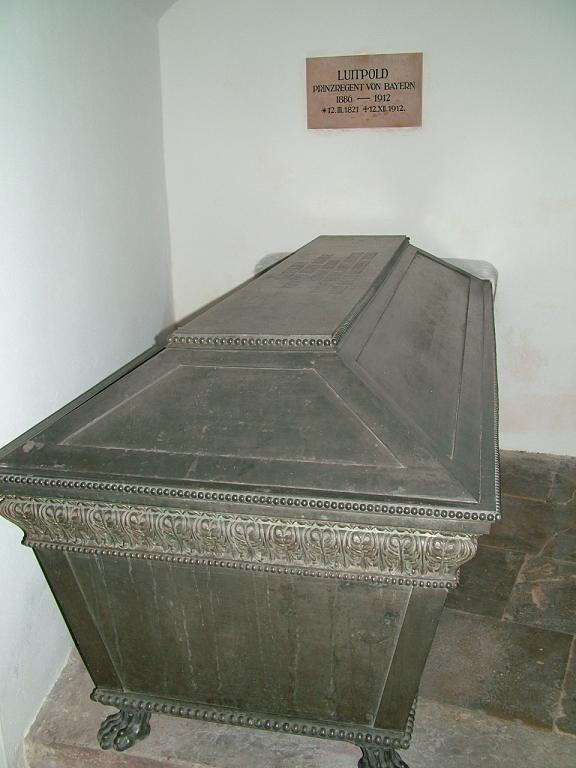
Sarcophage du régent Luitpold de Bavière.